# Lispe binotata
Lispe binotata este o specie de muște din genul Lispe, familia Muscidae. A fost descrisă pentru prima dată de Becker în anul 1914. Conform Catalogue of Life specia Lispe binotata nu are subspecii cunoscute.